# Francisco Otaviano

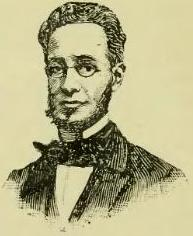
Francisco Otaviano de Almeida Rosa.

Francisco Otaviano de Almeida Rosa (Rio de Janeiro, 26 de junho de 1825 — Rio de Janeiro, 28 de maio de 1889) foi um advogado, jornalista, diplomata, político e poeta brasileiro.

## Biografia
Filho do Dr. Otaviano Maria da Rosa, médico, e de Joana Maria da Rosa, nasceu na cidade do Rio de Janeiro em 26 de junho de 1825.
Iniciou seus estudos no colégio do professor Manuel Maria Cabral, tendo se dedicado principalmente às línguas, à História, à Geografia e à Filosofia durante sua vida escolar.
Entrou na Faculdade de Direito de São Paulo em 1841, bacharelando-se em 1845.
Em seguida, regressou ao Rio de Janeiro, principiando sua vida profissional na advocacia e no jornalismo, nos jornais Sentinela da Monarquia, Gazeta Oficial do Império do Brasil (1846-48), da qual se tornou diretor em 1847, Jornal do Comércio (1851-54) e Correio Mercantil.
Foi eleito secretário do Instituto da Ordem dos Advogados, cargo que exerceu por nove anos.
Foi deputado geral pela província do Rio de Janeiro de 1853 a 1866.
Por ocasião da Guerra do Paraguai foi enviado como ministro plenipotenciário do Brasil ao Uruguai e à Argentina, substituindo o Conselheiro Paranhos (que viria a se tornar o Visconde do Rio Branco) na Missão do Rio da Prata. A ele coube negociar e assinar, em Buenos Aires, em 1º de maio de 1865, o Tratado da Tríplice Aliança entre o Brasil, a Argentina e o Uruguai, no combate comum a Solano Lopez, do Paraguai. 
Já participara da elaboração do Tratado da Tríplice Aliança, em 1865, quando foi convidado pelo Marquês de Olinda para ocupar, na formação de seu 4° gabinete, a pasta dos Negócios Estrangeiros, mas não a aceitou, ficando em seu lugar José Antônio Saraiva.
Foi senador do Império do Brasil pela província do Rio de Janeiro, cargo vitalício à época, de 1867 a 1889.
Como jornalista, empenhou-se com entusiasmo nas campanhas do Partido Liberal e tomou parte preponderante na elaboração da Lei do Ventre Livre, em 1871. 
Recebeu o título do Conselho do Imperador e do Conselho Diretor da Instrução Pública.
Faleceu a 28 de maio de 1889 na cidade do Rio de Janeiro.
É patrono da cadeira número 13 da Academia Brasileira de Letras por escolha do fundador Visconde de Taunay.